# Кальє-Ларга
Кальє-Ларга (ісп. Calle Larga) — місто в Чилі. Адміністративний центр однойменної комуни. Населення міста — 4966 осіб (2002). Місто і комуна входить до складу провінції Лос-Андес та регіону Вальпараїсо.
Територія — 321,7 км². Чисельність населення — 14 832 мешканців (2017). Щільність населення — 46,1 чол./км².

## Розташування
Місто розташоване за 96 км на схід від адміністративного центру області міста Вальпараїсо та за 4 км на південний захід від адміністративного центру провінції міста Лос-Андес.
Комуна межує:
- на півночі та сході — з комуною Лос-Андес
- на півдні — з комуною Коліна
- на заході — з комуною Ринконада